# Splatterpunk
Lo splatterpunk era una corrente letteraria e artistica nell'ambito dell'orrore nata durante gli anni 1980. Lo splatterpunk si caratterizza per lo stile particolarmente cruento, raccapricciante e, secondo Ken Tucker del The New York Times, simboleggerebbe un atto di ribellione contro il "tradizionale romanzo horror dai connotati umili e suggestivi".

## Storia
Un romanzo considerato anticipatore del fenomeno splatterpunk è The Autopsy dello scrittore Michael Shea. Il termine "splatterpunk" venne coniato da David J. Schow in occasione della dodicesima World Fantasy Convention, tenuta a Providence (Rhode Island) nel 1986. Fra gli anni ottanta e il decennio seguente, la corrente letteraria ebbe un vasto seguito, e contò fra i suoi autori Clive Barker, Poppy Z. Brite, Jack Ketchum, Richard Laymon, J. F. Gonzalez, Joe Lansdale, Brian Keene, Matt Shaw, Richard Christian Matheson, Robert McCammon, Shane McKenzie, Wrath James White, il sopracitato David J. Schow (considerato il "padre dello splatterpunk" da Matheson), John Skipp, Craig Spector, Edward Lee, Michael Boatman e, secondo alcuni, anche Kathe Koja. La corrente venne dimenticata a partire intorno alla metà degli anni novanta. In seguito, lo splatterpunk iniziò a essere conosciuto come "horror estremo". Nello stesso lasso di tempo uscì l'ultimo sforzo commerciale del genere: Splatterpunks II: Over the Edge (1995), un'antologia di racconti che includeva anche saggi sul cinema horror e un'intervista ad Anton LaVey.

## Accoglienza
A causa dei suoi temi truculenti e provocatori, lo splatterpunk fu oggetto di giudizi controversi. I critici R.S. Hadji e Philip Nutman lo considerarono un ottimo esempio di letteratura survivalista che "riflette il caos morale dei nostri tempi". Per contro vari autori come William F. Nolan e Charles L. Grant criticarono il movimento. Secondo Robert Bloch "esiste una differenza tra ciò che genera terrore e ciò che fa venire la nausea".